# Крейг Гордон
Крейг Гордон (англ. Craig Gordon, нар. 31 грудня 1982, Единбург) — шотландський футболіст, воротар клубу «Гартс» та національної збірної Шотландії.

## Клубна кар'єра
Народився 31 грудня 1982 року в місті Единбург. Вихованець футбольної школи клубу «Гартс».
2000 року потрапив в заявку основного клубу, проте так за нього і не дебютував, через що для здобуття ігрової практики був відданий в оренду в нижчоліговий «Ковденбіт», де провів сезон 2001/02

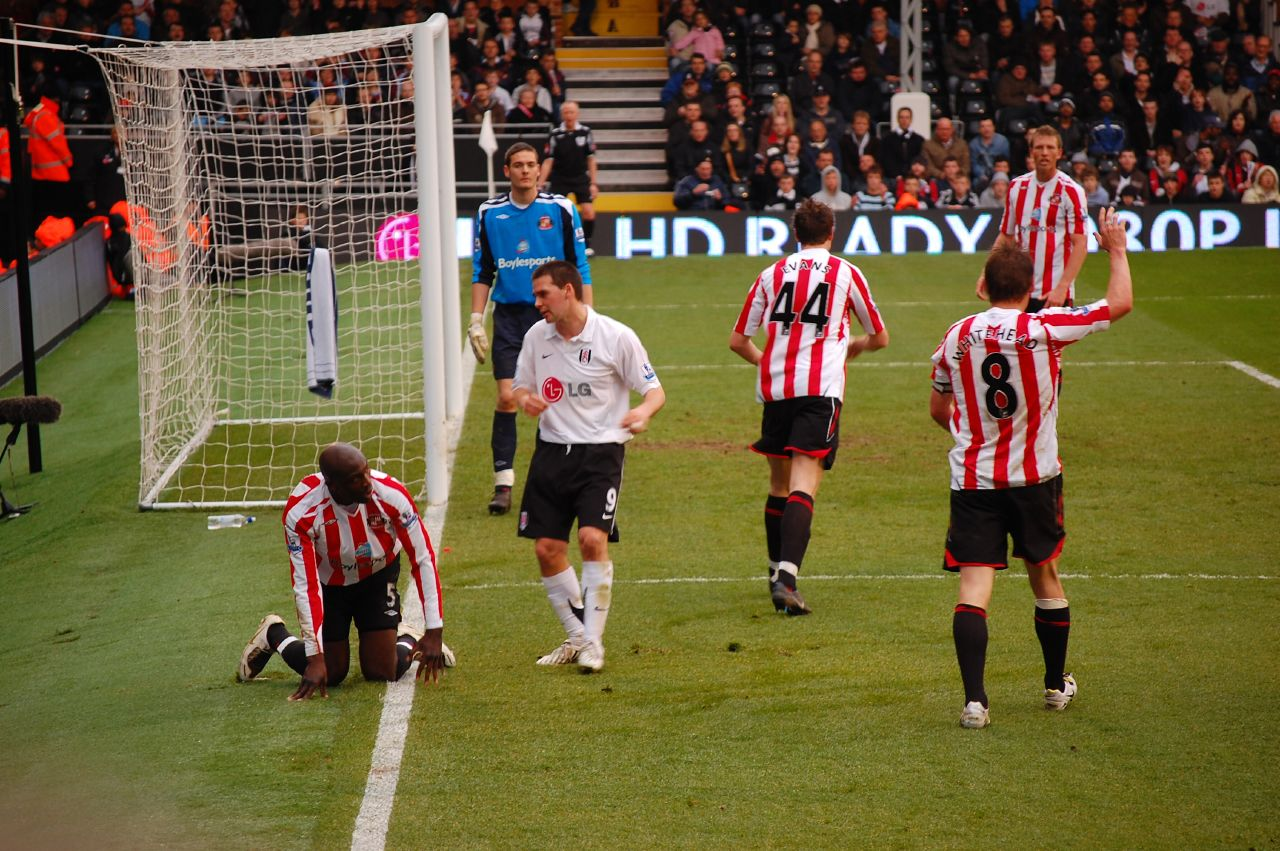
Крейг Гордон (у синій футболці) під час виступів за «Сандерленд». 5 квітня 2008 року.

Після повернення в рідний клуб все ж дебютував за «Гартс» 6 жовтня 2002 року в матчі з «Лівінгстоном» (1:1). Ця гра залишилась для нього єдиною в тому сезоні чемпіонату, проте з наступного розіграшу Гордон став основним воротарем команди. У 2004 році Крейг був включений у список найкращих молодих гравців чемпіонату Шотландії, а у квітні 2006 року 22-річний Гордон був визнаний найкращим гравцем Шотландії і став першим з гравців «Гартса», хто отримав цю премію. Всього ж після повернення голкіпер відіграв за команду з Единбурга п'ять сезонів своєї ігрової кар'єри, а в сезоні 2005/06 допоміг клубу вперше в новому столітті виграти Кубок Шотландії.
7 серпня 2007 року уклав 5-річний контракт з англійським «Сандерлендом». Його контракт був викуплений за 9 млн фунтів, що стало найвищою ціною, яку заплатив англійський клуб за воротаря. У Прем'єр-лізі Гордон дебютував у матчі проти «Тоттенхем Готспур» (1:0). Крейг відразу став основним воротарем «чорних котів», проте через часті травми почав все рідше виходити на поле і влітку 2012 року покинув клуб на правах вільного агента.
Після цього шотландський воротар протягом двох років відновлювався від травм і лише влітку 2014 року приєднався до «Селтіка», підписавши угоду за системою «2+1». Відтоді встиг відіграти за команду з Глазго 56 матчів в національному чемпіонаті і виграв два національні чемпіонати. а також один кубок ліги, таким чином здобувши за свою кар'єру усі три основні шотландські трофеї. Наразі встиг відіграти за команду з Глазго 68 матчів у національному чемпіонаті.

## Виступи за збірну
30 травня 2004 року дебютував в офіційних матчах у складі національної збірної Шотландії в грі проти Тринідаду і Тобаго. Наразі провів у формі головної команди країни 60 матчів, пропустивши 54 голи.
| Дата       | Місто     | Господарі          | Результат | Гості              | Турнір            | Голи | Примітки |
| ---------- | --------- | ------------------ | --------- | ------------------ | ----------------- | ---- | -------- |
| 30-05-2004 | Единбург  | Шотландія          | 4 – 1     | Тринідад і Тобаго  | товариський матч  | -1   |          |
| 03-09-2004 | Валенсія  | Іспанія            | 1 – 1     | Шотландія          | товариський матч  | -1   |          |
| 08-09-2004 | Глазго    | Шотландія          | 0 – 0     | Словенія           | Відбір до ЧС 2006 | -    |          |
| 09-10-2004 | Глазго    | Шотландія          | 0 – 1     | Норвегія           | Відбір до ЧС 2006 | -1   |          |
| 13-10-2004 | Кишинів   | Молдова            | 1 – 1     | Шотландія          | Відбір до ЧС 2006 | -1   |          |
| 26-03-2005 | Мілан     | Італія             | 2 – 0     | Шотландія          | Відбір до ЧС 2006 | -1   | 38'      |
| 04-06-2005 | Глазго    | Шотландія          | 2 – 0     | Молдова            | Відбір до ЧС 2006 | -    |          |
| 08-06-2005 | Мінськ    | Білорусь           | 0 – 0     | Шотландія          | Відбір до ЧС 2006 | -    |          |
| 17-08-2005 | Грац      | Австрія            | 2 – 2     | Шотландія          | товариський матч  | -    | 46'      |
| 03-09-2005 | Глазго    | Шотландія          | 1 – 1     | Італія             | Відбір до ЧС 2006 | -1   |          |
| 07-09-2005 | Осло      | Норвегія           | 1 – 2     | Шотландія          | Відбір до ЧС 2006 | -1   |          |
| 08-10-2005 | Глазго    | Шотландія          | 0 – 1     | Білорусь           | Відбір до ЧС 2006 | -1   |          |
| 12-10-2005 | Цельє     | Словенія           | 0 – 3     | Шотландія          | Відбір до ЧС 2006 | -    | 70'      |
| 12-11-2005 | Глазго    | Шотландія          | 1 – 1     | США                | товариський матч  | -1   |          |
| 01-03-2006 | Глазго    | Шотландія          | 1 – 3     | Швейцарія          | товариський матч  | -2   | 46'      |
| 02-09-2006 | Глазго    | Шотландія          | 6 – 0     | Фарерські острови  | Відбір до ЧЄ 2008 | -    |          |
| 06-09-2006 | Каунас    | Литва              | 1 – 2     | Шотландія          | Відбір до ЧЄ 2008 | -1   |          |
| 07-10-2006 | Глазго    | Шотландія          | 1 – 0     | Франція            | Відбір до ЧЄ 2008 | -    |          |
| 11-10-2006 | Київ      | Україна            | 2 – 0     | Шотландія          | Відбір до ЧЄ 2008 | -2   |          |
| 24-03-2007 | Глазго    | Шотландія          | 2 – 1     | Грузія             | Відбір до ЧЄ 2008 | -1   |          |
| 28-03-2007 | Барі      | Італія             | 2 – 0     | Шотландія          | Відбір до ЧЄ 2008 | -2   |          |
| 30-05-2007 | Відень    | Австрія            | 0 – 1     | Шотландія          | товариський матч  | -    | 46'      |
| 06-06-2007 | Тофтір    | Фарерські острови  | 0 – 2     | Шотландія          | Відбір до ЧЄ 2008 | -    |          |
| 22-08-2007 | Абердин   | Шотландія          | 1 – 0     | ПАР                | товариський матч  | -    |          |
| 08-09-2007 | Глазго    | Шотландія          | 3 – 1     | Литва              | Відбір до ЧЄ 2008 | -1   |          |
| 12-09-2007 | Париж     | Франція            | 0 – 1     | Шотландія          | Відбір до ЧЄ 2008 | -    |          |
| 13-10-2007 | Глазго    | Шотландія          | 3 – 1     | Україна            | Відбір до ЧЄ 2008 | -1   |          |
| 17-10-2007 | Тбілісі   | Грузія             | 2 – 0     | Шотландія          | Відбір до ЧЄ 2008 | -2   |          |
| 17-11-2007 | Глазго    | Шотландія          | 1 – 2     | Італія             | Відбір до ЧЄ 2008 | -2   |          |
| 26-03-2008 | Глазго    | Шотландія          | 1 – 1     | Хорватія           | товариський матч  | -1   |          |
| 30-05-2008 | Прага     | Чехія              | 3 – 1     | Шотландія          | товариський матч  | -3   |          |
| 20-08-2008 | Глазго    | Шотландія          | 0 – 0     | Північна Ірландія  | товариський матч  | -    | 46'      |
| 06-09-2008 | Скоп'є    | Північна Македонія | 1 – 0     | Шотландія          | Відбір до ЧС 2010 | -1   |          |
| 10-09-2008 | Рейк'явік | Ісландія           | 1 – 2     | Шотландія          | Відбір до ЧС 2010 | -1   | 81'      |
| 11-10-2008 | Глазго    | Шотландія          | 0 – 0     | Норвегія           | Відбір до ЧС 2010 | -    |          |
| 01-04-2009 | Глазго    | Шотландія          | 2 – 1     | Ісландія           | Відбір до ЧС 2010 | -1   |          |
| 05-09-2009 | Глазго    | Шотландія          | 2 – 0     | Північна Македонія | Відбір до ЧС 2010 | -    |          |
| 10-10-2009 | Йокогама  | Японія             | 2 – 0     | Шотландія          | товариський матч  | -2   |          |
| 03-03-2010 | Глазго    | Шотландія          | 1 – 0     | Чехія              | товариський матч  | -    |          |
| 16-11-2010 | Абердин   | Шотландія          | 3 – 0     | Фарерські острови  | товариський матч  | -    | 68'      |
| 18-11-2014 | Глазго    | Шотландія          | 1 – 3     | Англія             | товариський матч  | -2   | 46'      |
| 25-03-2015 | Глазго    | Шотландія          | 1 – 0     | Північна Ірландія  | товариський матч  | -    | 46'      |
| 05-06-2015 | Единбург  | Шотландія          | 1 – 0     | Катар              | товариський матч  | -    | 46'      |
| 29-03-2016 | Глазго    | Шотландія          | 1 – 0     | Данія              | товариський матч  | -    |          |
| Усього     |           | Матчів             | 44        |                    | Голів             | -34  |          |

## Титули і досягнення

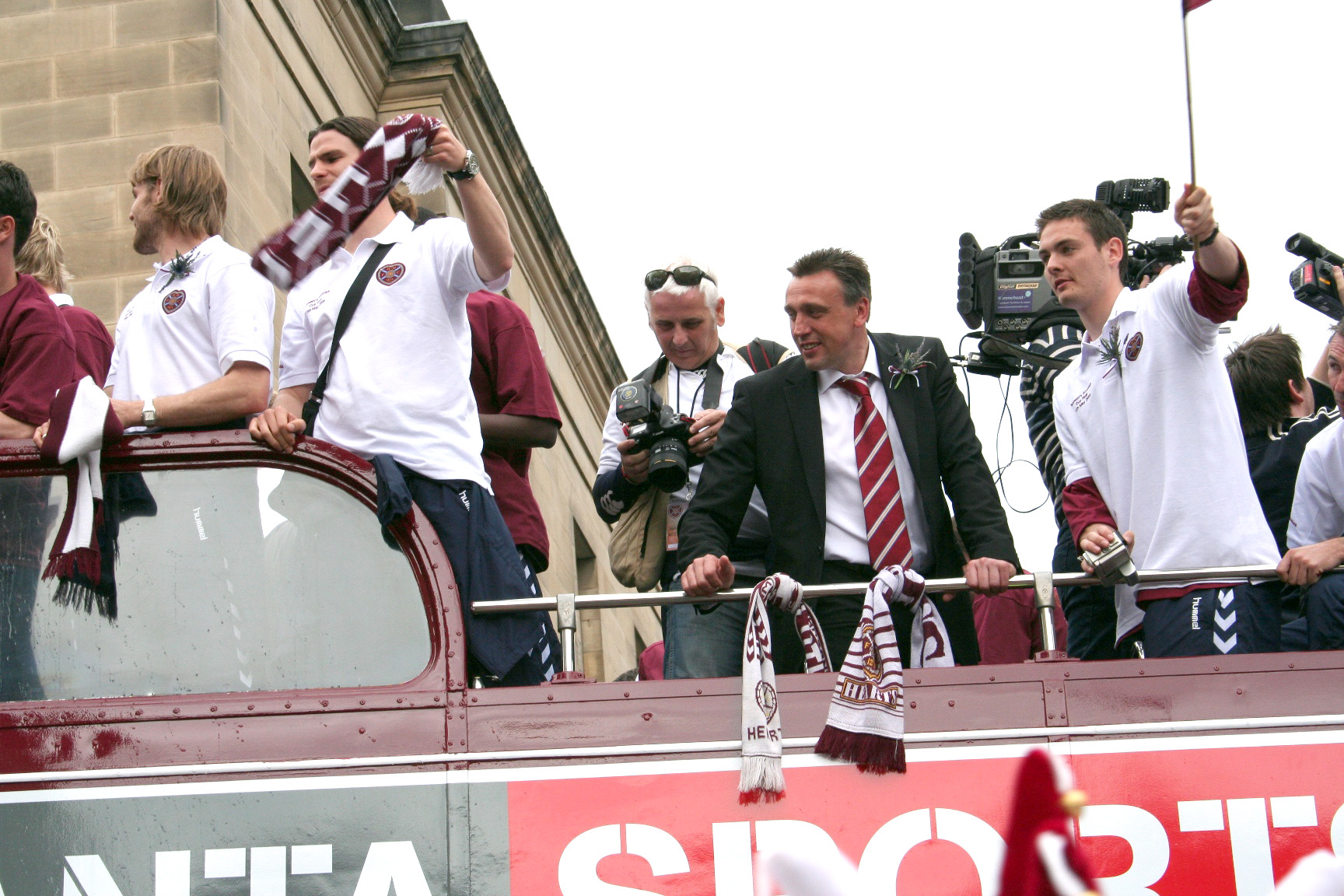
Крейг Гордон (крайній праворуч) святкує з партнерами по «Гартс» перемогу в Кубку Шотландії. 14 травня 2006 року.

### Командні
- Володар Кубка Шотландії (4):

«Гартс»: 2005–06
«Селтік»: 2016–17, 2017–18, 2018–19
- Чемпіон Шотландії (6):

«Селтік»: 2014–15, 2015–16, 2016–17, 2017–18, 2018–19, 2019–20
- Володар Кубка шотландської ліги (5):

«Селтік»: 2014–15, 2016–17, 2017–18, 2018–19, 2019–20

### Особисті
- Гравець року за версією Шотландської асоціації футбольних журналістів: 2005-06, 2014–15
- Молодий гравець року за версією Шотландської асоціації футбольних журналістів: 2003-04
- У символічній збірній чемпіонату Шотландії: 2014–15
- Включений до Зали слави «Гартс»: 2007[3]